# Les Taxis rouges
Les Taxis rouges, de son titre original Benoît Brisefer, est la première histoire de la série Benoît Brisefer de Peyo. Elle est publiée pour la première fois du no 1183 au no 1224 du journal Spirou. Puis est publiée sous forme d'album en 1962.

## Résumé
Une nouvelle compagnie de taxis, avec de splendides voitures neuves, a ouvert depuis peu ses portes à Vivejoie-La-Grande, la ville de Benoît Brisefer. Voilà une bien rude concurrence pour Monsieur Dussiflard. Mais le directeur de cette nouvelle compagnie, ne s'occupe pas que de taxis... En informant la population de l'arrivée imminente d'un nuage toxique, il espère faire fuir tous les habitants du village...

## Personnages
- Benoît Brisefer
- Jules Dussiflard
- Hector Poilonez
- Arsène Duval

## Publication

### Revues
Dans le journal Spirou no 1183 (paru le 15 décembre 1960) au no 1224 (paru le 28 septembre 1961).

### Albums
L'histoire a connu de nombreuses éditions en album chez l'éditeur Dupuis.

## Adaptations
L'histoire a connu une adaptation au cinéma Benoît Brisefer : Les Taxis rouges. Le film est une comédie familiale française écrite et réalisée par Manuel Pradal, sortie en 17 décembre 2014.